# Кульчецька Ганна Олександрівна
Кульчецька (Кульчицька) Ганна Олександрівна (нар.14 січня 1947, с. Нестерівці, Дунаєвецький р-н, Хмельницька область) — радянська та українська вчена-геолог та мінеролог, доктор геологічних наук та професор (2010). Лауреат Державної премії України в галузі науки і техніки (2014).

## Біографія
Кульчецька Ганна Олександрівна закінчила у 1969 р. Львівський університет. Працювала у 1969–70 рр. у Новомосковському комплексі геолого-розвідувальної експедиції тресту «Дніпрогеологія» (Дніпропетровська область). З 1973 рр. працювала в Інституті геохімії, мінералогії та рудоутворення НАНУ (Київ): з 2005 р. – провідний науковий співробітник відділу регіональної і генетичної мінералогії.

## Наукові дослідження
Основний напрям наукових досліджень – реконструкція фізико-хімічних умов мінералоутворення за реліктами мінералоутворювального середовища, які збереглися у мінералі у вигляді твердих, рідких і газоподібних включень. Вивчає мінерали із різноманітних геологічних утворень на території України, від кристалічних порід до осадового чохла.

## Нагороди та відзнаки
- 2014 р. - Лауреат Державної премії України в галузі науки і техніки

## Основні наукові праці
- Г. Кульчицька, Д. Черниш, Л. Сєтая. Українська номенклатура мінералів / відп. ред. О. Пономаренко. — К. : Академперіодика, 2022. — 547 с. — ISBN 978-966-360-463-3.
- Использование включений в гипсе для решения некоторых вопросов осадочного минералообразования // Геохимия и термобарометрия эндоген. флюидов: Сб. науч. тр. К., 1988;
- Леткі компоненти мінералів як індикатори умов мінералоутворення // МЖ. 2005. Т. 27, № 2 (співавт.);
- Флюїдні включення у флюориті з сієнітів Азовського штоку (Східне Приазов’я) // Зап. Укр. мінералог. т-ва. 2007. Т. 4;
- Включення закристалізованих розплавів у анортоклаз-мікропертиті з сієнітів Азов¬ського штоку (Український щит) // МЖ. 2008. Т. 30, № 4 (співавт.);
- Закономірності вмісту та розподілу летких компонентів у мінералах // Там само. 2009. Т. 31, № 2 (співавт.).